# Talento (unità di misura)
Un talento (in latino talentum, in greco antico: τάλαντον, talanton 'scala, bilancia, somma') era un'antica unità di misura della massa. Era un peso di riferimento per il commercio, nonché una misura di valore pari alla corrispondente quantità di metallo prezioso.
Si parla del talento nell'Iliade, quando Achille dà mezzo talento d'oro ad Antiloco come premio, e nella Bibbia, in particolare nei Libri delle Cronache, ad esempio quando sono citati i talenti d'oro, d'argento, di bronzo e di ferro, donati per l'edificazione del primo tempio di Gerusalemme. La quantità di massa di un talento era diversa tra i diversi popoli: in Grecia il talento attico corrispondeva a 26 kg, a Roma valeva 32,3 kg, in Egitto 27 kg e a Babilonia 30,3 kg. Gli Ebrei e altri popoli orientali usavano il talento babilonese, anche se nel tempo ne modificarono la quantità: al tempo del Nuovo Testamento il peso del talento era di 58,9 kg.
I Sumeri, i Babilonesi e gli Ebrei suddividevano il talento in 60 mine e queste in 60 shekel (sicli). Considerando che il siclo aveva un peso variabile da 10 a 13 grammi, il peso del talento babilonese era tra 36 kg a 46,8 kg. Anche i Greci dividevano il talento in 60 mine, invece il talento romano era formato da 100 libbre romane (quindi circa 32,7168 kg) che avevano una massa inferiore alla mina. Una mina greca corrispondeva a 434 grammi (con approssimazione di ± 3 g), una libbra romana era esattamente tre quarti di una mina greca, quindi il talento romano era pari a 1,25 talenti greci. Un talento egizio era pari a 80 libbre. Il talento come unità di valore è menzionato da Gesù nella parabola dei talenti e da questa ha assunto, in diverse lingue, il significato di "dono" o "capacità", adattando all'uso corrente il significato metaforico presente nella parabola.